# ホセ・アスカニオ
ホセ・エリエイザー・アスカニオ (José Eleazar Ascanio , 1985年5月2日 - ) は、ベネズエラ・アラグア州マラカイ出身のプロ野球選手（投手）。右投右打。現在はフリーエージェント（FA）。

## 経歴

### ブレーブス時代
2001年にアトランタ・ブレーブスと契約。ブレーブスのルーキーリーグGCL・ブレーブスに所属し、18歳で4勝1敗、防御率1.37、奪三振数17という数字を残す。
2002年は、Aのローマ・ブレーブスでプレー。34試合に登板して3勝3敗、防御率3.64、奪三振数64、セーブ9を挙げる。
2005年は、A+のマートルビーチ・ペリカンズでプレーしたが、背中を痛め、3勝1敗、防御率6.10、奪三振数12と調子が上がらなかった。
2007年7月13日、ウィル・レデズマがオールスターブレークでベネズエラに帰国したため、メジャーに昇格。同日の9回に登板し被安打3、失点1という苦いデビューとなった。7月31日に登録を抹消されたが、8月24日に再び昇格。9月14日にメジャー初勝利を挙げ、13試合に登板し、1勝1敗、防御率5.06でシーズンを終えた。

### カブス時代
2007年12月4日、トレードによりウィル・オーマン、オマー・インファンテと共にシカゴ・カブスへ移籍した。
移籍後は、AAAのアイオワ・カブスに所属し、先発で26 2/3回を投げ防御率1.01という好成績を残し、2009年5月10日メジャーに昇格。

### パイレーツ時代
2009年6月30日、ジョン・グラボウとトム・ゴーゼラニーとのトレードにより、ケビン・ハートと共にピッツバーグ・パイレーツへ移籍した。
2011年6月7日にパイレーツを戦力外となる。同年12月13日にロサンゼルス・ドジャースとマイナー契約を結んだが、メディカルチェックにひっかかり、契約を解除された。

### メキシカンリーグ時代
2013年はメキシカンリーグのミナティトラン・オイラーズでプレー。
2014年メキシカンリーグのティフアナ・ブルズとモンクローバ・スティーラーズでプレー。
2015年は再びブルズと契約する。オフはベネズエラのウィンターリーグでプレー。

### ボローニャ時代
2016年はイタリアンベースボールリーグのフォルティチュード・ボローニャでプレー。2017年限りで退団。

### メキシカンリーグ時代
2018年はメキシカンリーグのドスラレドス・オウルズでプレー。 

## 詳細情報

### 年度別投手成績
| 年 度    | 球 団    | 登 板 | 先 発 | 完 投 | 完 封 | 無 四 球 | 勝 利 | 敗 戦 | セ 丨 ブ | ホ 丨 ル ド | 勝 率 | 打 者 | 投 球 回 | 被 安 打 | 被 本 塁 打 | 与 四 球 | 敬 遠 | 与 死 球 | 奪 三 振 | 暴 投 | ボ 丨 ク | 失 点 | 自 責 点 | 防 御 率 | W H I P |
| -------- | -------- | ----- | ----- | ----- | ----- | -------- | ----- | ----- | -------- | ----------- | ----- | ----- | -------- | -------- | ----------- | -------- | ----- | -------- | -------- | ----- | -------- | ----- | -------- | -------- | ------- |
| 2007     | ATL      | 13    | 0     | 0     | 0     | 0        | 1     | 1     | 0        | 0           | .500  | 74    | 16.0     | 17       | 3           | 6        | 2     | 0        | 13       | 0     | 0        | 11    | 9        | 5.06     | 1.44    |
| 2008     | CHC      | 6     | 0     | 0     | 0     | 0        | 0     | 0     | 0        | 0           | ----  | 30    | 5.2      | 8        | 1           | 4        | 1     | 1        | 3        | 0     | 0        | 5     | 5        | 7.94     | 2.12    |
| 2009     | CHC      | 14    | 0     | 0     | 0     | 0        | 0     | 1     | 0        | 1           | .000  | 73    | 15.1     | 18       | 1           | 9        | 2     | 2        | 18       | 1     | 0        | 6     | 6        | 3.52     | 1.76    |
| 2009     | PIT      | 2     | 0     | 0     | 0     | 0        | 0     | 1     | 0        | 0           | .000  | 13    | 2.2      | 4        | 0           | 0        | 0     | 1        | 2        | 0     | 0        | 2     | 2        | 6.75     | 1.50    |
| '09計    | PIT      | 16    | 0     | 0     | 0     | 0        | 0     | 2     | 0        | 1           | .000  | 86    | 18.0     | 22       | 1           | 9        | 2     | 3        | 20       | 1     | 0        | 8     | 8        | 4.00     | 1.72    |
| 2011     | PIT      | 8     | 0     | 0     | 0     | 0        | 0     | 0     | 0        | 0           | ----  | 31    | 6.1      | 10       | 2           | 2        | 0     | 0        | 5        | 0     | 0        | 5     | 5        | 7.11     | 1.90    |
| MLB：4年 | MLB：4年 | 43    | 0     | 0     | 0     | 0        | 1     | 3     | 0        | 1           | .250  | 221   | 46.0     | 57       | 7           | 21       | 5     | 4        | 41       | 1     | 0        | 29    | 27       | 5.28     | 1.70    |

- 2018年度シーズン終了時

### 背番号
- 57 (2007年)
- 60 (2007年)
- 58 (2008年 - 2009年)
- 45 (2009 - 2011)